# Macolor niger
Macolor niger es una especie de peces de la familia Lutjanidae en el orden de los Perciformes.

## Morfología
• Los machos pueden llegar alcanzar los 75 cm de longitud total.

## Alimentación
Come peces  y crustáceos.

## Hábitat
Es un pez de mar de clima tropical y asociado a los  arrecifes de coral que vive entre m de profundidad.

## Distribución geográfica
Se encuentra desde el África Oriental hasta Samoa, el Japón  y Australia.